# Nachal Zachal
Nachal Zachal (hebrejsky נחל זחל) je vádí v jižním Izraeli, v centrální části Negevské pouště.
Začíná v nadmořské výšce přes 400 metrů severovýchodně od experimentální farmy Chavat Mašaš. Směřuje pak k západu kopcovitou pouštní krajinou. Poblíž dálnice číslo 40 ústí zprava do vádí Nachal Secher.